# Alfredo Vozzi
Alfredo Vozzi (Chiaromonte, 21 dicembre 1905 – Chiaromonte, 21 febbraio 1988) è stato un arcivescovo cattolico italiano.

## Biografia
Ultimo di otto figli, da fanciullo, frequentò la parrocchia di San Tommaso.

### Formazione
Maturata la vocazione sacerdotale all’ombra di Mons. Giovanni Pulvirenti, vescovo di Anglona Tursi, questi trasferito ad Acireale, in Sicilia, condusse con sé l'aspirante seminarista Alfredo Vozzi.
Nel ginnasio di Acireale, Vozzi ebbe come educatore mons. Giovanni Battista Arista. Poi seguirono gli anni del liceo nel Seminario Regionale di Molfetta, in Puglia, dove ebbe come compagni Corrado Ursi, Guglielmo Motolese e Giacomo Palombella.
Mandato da mons. Ludovico Cattaneo, vescovo di Tursi, a Roma, nel Seminario Lombardo, frequentò gli studi teologici presso l’Università Gregoriana, dove strinse amicizia con Giuseppe Siri e con Giovanni Battista Montini. Ebbe come maestri di dottrina insegnanti quali P. Vermeerch, P. Cappello e P. Boyer.

### Ministero sacerdotale
Ordinato sacerdote nel 1928, fu segretario di mons. Ludovico Cattaneo, vescovo di Ascoli Piceno. Nel Seminario diocesano insegnò filosofia e liturgia, guidò l'Azione Cattolica e prese delle posizioni ferme scontrandosi con il regime politico del tempo.
Nel 1931 fu nominato dalla Sacra Congregazione dei Seminari Padre Spirituale del neo Seminario Regionale di Potenza. Del medesimo Seminario dal 1932 fu eletto Rettore, succedendo a Mons. Luigi Pirelli.
Per vent'anni, Vozzi fu Rettore del Seminario; sotto la sua guida, numerosi seminaristi giunsero ad occupare posti di rilievo in vari settori ecclesiastici e quattro sono stati elevati alla dignità episcopale.
Il 25 settembre 1953 fu nominato vescovo di Cava e Sarno da Pio XII. Il 30 novembre successivo, a Potenza, fu consacrato in cattedrale dall’arcivescovo di Genova, Cardinale Giuseppe Siri. Dal 1953 al 1972 resse la diocesi di Cava e Sarno e inoltre per sette anni fu reggente della diocesi di Nocera Pagani. Dal 1972 fu nominato da Paolo VI arcivescovo di Amalfi-Cava dei Tirreni.
Nel 1982, al compimento del 75º compleanno presentò le dimissioni. Papa Giovanni Paolo II avrebbe voluto prorogare il suo mandato, ma Alfredo Vozzi scelse di ritirarsi al suo paese, Chiaromonte, dove morì il 21 febbraio 1988.

## Genealogia episcopale
La genealogia episcopale è:
- Cardinale Scipione Rebiba
- Cardinale Giulio Antonio Santori
- Cardinale Girolamo Bernerio, O.P.
- Arcivescovo Galeazzo Sanvitale
- Cardinale Ludovico Ludovisi
- Cardinale Luigi Caetani
- Cardinale Ulderico Carpegna
- Cardinale Paluzzo Paluzzi Altieri degli Albertoni
- Papa Benedetto XIII
- Papa Benedetto XIV
- Papa Clemente XIII
- Cardinale Bernardino Giraud
- Cardinale Alessandro Mattei
- Cardinale Pietro Francesco Galleffi
- Cardinale Giacomo Filippo Fransoni
- Cardinale Carlo Sacconi
- Cardinale Edward Henry Howard
- Cardinale Mariano Rampolla del Tindaro
- Cardinale Gennaro Granito Pignatelli di Belmonte
- Cardinale Pietro Boetto, S.I.
- Cardinale Giuseppe Siri
- Arcivescovo Alfredo Vozzi